# Kühberg (Gemeinde Dornbirn)

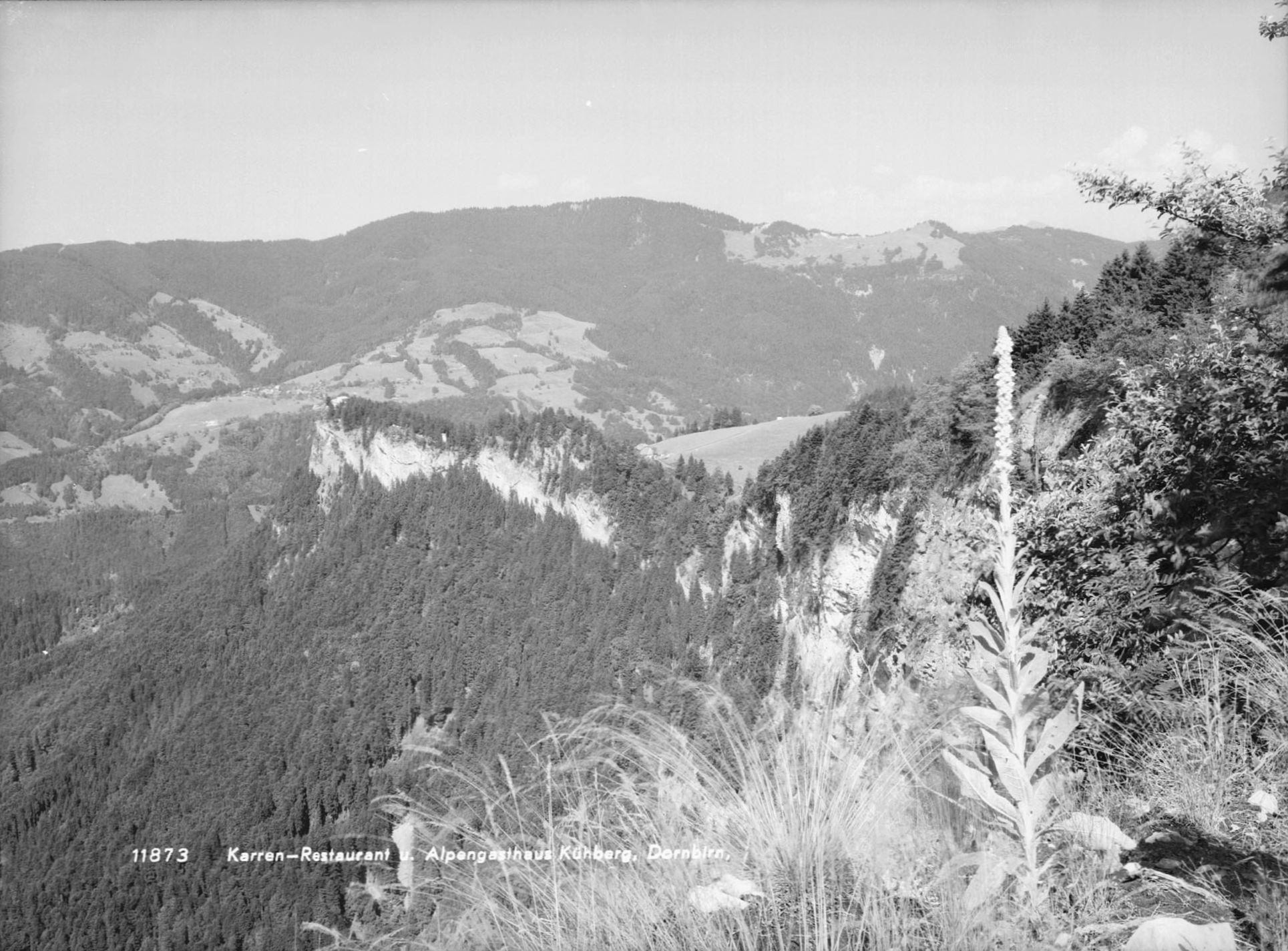
Im Bildvordergrund: links: Karren und rechts ein Teil der Weidefläche des Kühbergs

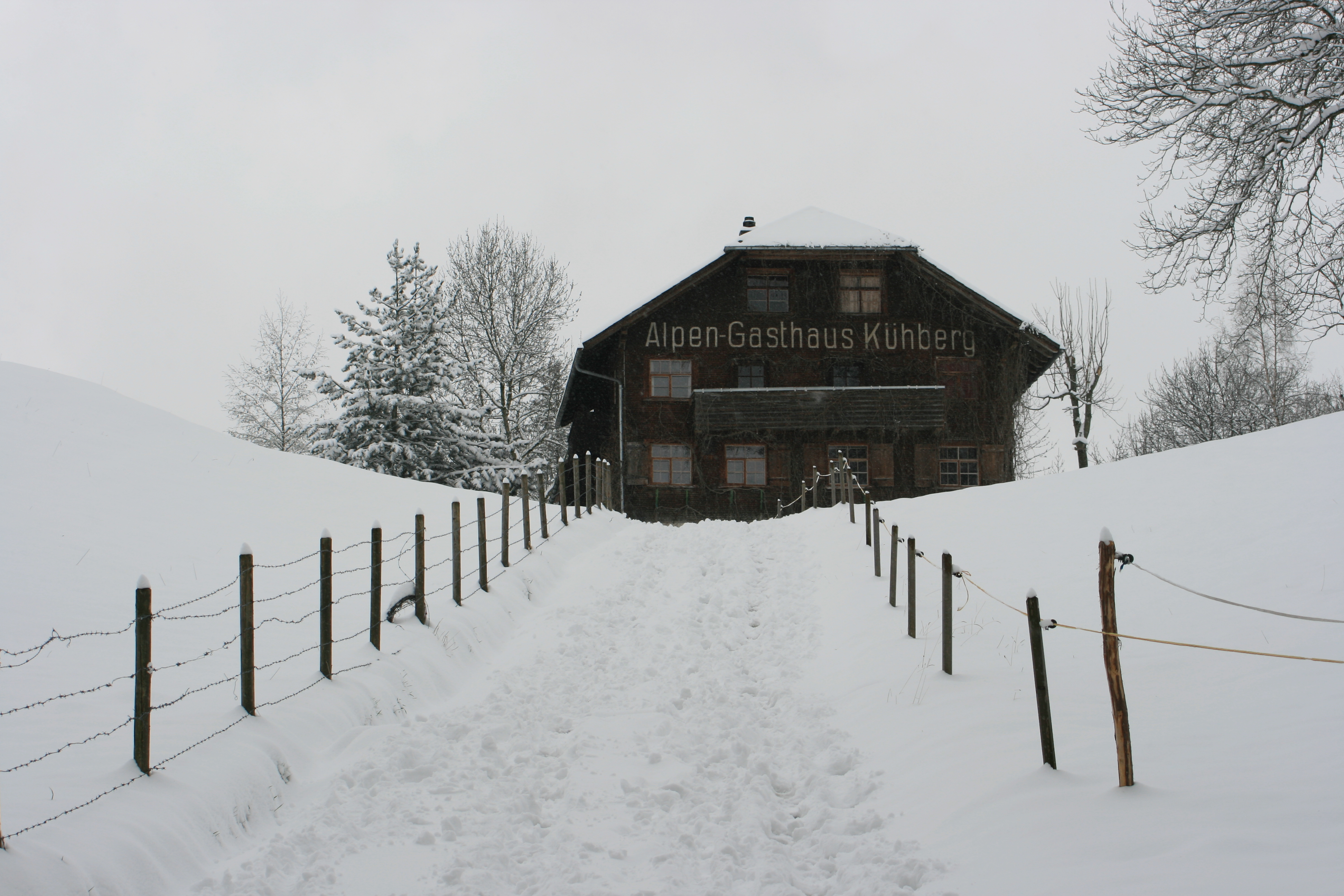
Gasthaus Kühberg im Winter

Der Kühberg (auch: Kühbergalpe) in der Gemeinde Dornbirn, in Vorarlberg (Österreich) ist eine dauerhaft bewohnte Alpe zwischen Karren (971 m) und Staufen (1456 m). Kühberg ist auch der Name des dort befindlichen Ausflugslokals.

## Name
Der Name Kühberg soll sich von Kienbaum für Föhre ableiten, welche um die Alpe und den Staufen in größeren Beständen wachsen. Der Name Kühberg findet sich in Vorarlberg lediglich in Dornbirn und in Hittisau.

## Geschichte
In einem Akt aus dem Jahr 1570 wird am Kühberg ein Wohnhaus erwähnt und die Alpe soll schon ganzjährig bewohnt gewesen sein. Das Wohnhaus stand damals oberhalb des heutigen Gebäudes bei der Kapelle (Bildstock). 1686 verkaufte das Gericht Dornbirn den Kühberg an Michael Danner in Dornbirn. 1692 nahm der Schweizer Alpsenn Hans Dobler aus dem Appenzell dort seinen Wohnsitz. Er galt in Dornbirn als Wegbereiter der Fettsennerei, die damals einer umwälzenden Neuerung in der Alp- und Milchwirtschaft bedeutete.
1838 wird ein Neubau erwähnt. Es wurde das bis heute erhalten gebliebene Gebäude erbaut, wobei das heutige Aussehen 1937 durch eine Aufstockung geschaffen wurde. 1926 wurde der Kühberg durch einen Raubüberfall bekannt, als der Wirtin Lena Huber (geb. Höfle) von einem Mann und einer Frau verschiedene Wertgegenstände und Lebensmittel unter Mordandrohung weggenommen wurden. Die Täter konnten am nächsten Morgen, um 5 Uhr, auf dem Wege von Schuttannen nach Götzis, verhaftet werden.
1956/57 wurde vom Skiclub Mühlebach zusammen mit dem Skiverein Dornbirn eine Sprungschanze auf dem Kühberg gebaut.

## Lage und Nutzung, Geologie
Die Hauptgebäude am Kühberg befindet sich am nordwestlichsten Rand des Gemeindegebiets von Dornbirn in Richtung Hohenems und ist etwa 3300 m Luftlinie vom Stadtzentrum entfernt. Der Kühberg wird für die Weidewirtschaft, vor allem mit Kühen genutzt und das Gebäude beherbergt ein Ausflugslokal (Gasthaus Kühberg).
Etwa 800 Meter vom Gasthaus in südöstlicher Richtung und etwa 500 Meter unter der Staufenspitze befindet sich das Flurstück Kühberger Leue. Leue ist eine alemannische Bezeichnung für Lawine.
Die ursprüngliche Kühbergalpe ist inzwischen stark mit Bäumen zugewachsen und nur noch ein Teil der ursprünglichen Alpe. In gerader Linie zwischen dem Karren (mit der Karrenseilbahn) und dem Kühberg befindet sich das Flurstück Minderkühberg (kleiner Kühberg).

## Gewässer
Südlich/Südwestlich des Kühbergs fließt der Fallbach durch das Feientobel. Nordöstlich entspringt der Küferbach.